# 김병근 (정치인)
김병근(金秉僅, 1990년 1월 19일~)은 대한민국의 정치인이다. 경남 부산시 구의원을 지냈으며, 국민의힘 소속이다.

## 생애
동신초등학교, 경남중학교, 혜광고등학교를 졸업했다.[1] 이후 뉴욕 주립대학교 정치학 학사, 연세대학교 정책학 석사를 취득했다.

### 정치 경력
조해진, 백승주, 안병길 의원실 정책비서로 활동했다. 이후 4.7 재보궐선거에서 박형준 후보 청년보좌관, 국민의힘 부산광역시당 청년위원회 부위원장, 국민의힘 부산광역시당 부대변인을 역임하였다. 제20대 대통령 선거 부산 선대위에서 청년보좌역, 부대변인으로 활동하였다.
2022년 제8회 전국동시지방선거에서 부산 서구 가선거구에 출마하여 당선되었다.

## 학력
- 2003년 동신초등학교 졸업
- 2006년 경남중학교 졸업
- 2009년 혜광고등학교 졸업
- 2015년 뉴욕 주립 대학교 정치학 학사 졸업
- 2021년 연세대학교 정책학 석사 졸업

## 경력
- 2015년~2016년 : 조해진 국회의원 정책비서(전)
- 2016년~2020년 : 백승주 국회의원 정책비서(전)
- 2020년~2021년 : 안병길 국회의원 정책비서(전)
- 2021년 4월 : 4.7 재보궐선거 박형준 부산광역시장후보 청년특별보좌관(전)
- 2021년 6월~ : 소망메디(주) 대표 이사(현)
- 2021년 7월~ : 부산광역시 서구장애인협회 후원이사
- 2021년 11월~ : 부산광역시 서구체육회 이사
- 2022년 1월 : 제20대 대통령선거 국민의힘 부산선거대책위원회 내일을 생각하는 청년위원회 위원
- 2022년 1월 : 제20대 대통령선거 국민의힘 부산선거대책위원회 부대변인
- 2022년 1월 : 제20대 대통령선거 국민의힘 부산선거대책위원회 청년보좌역
- 2022년 1월 : 제20대 대통령선거 국민의힘 부산 서구 선거대책위원회 SNS본부 본부장
- 2022년 6월~ : 제8회 전국동시지방선거 부산 서구 가선거구 서구의회의원 당선

## 출연작
- 2022년: SK브로드밴드 부산방송 《B tv 부산뉴스》 서구의회, 최연소 초선의원의 질책

## 소속 정당
| 소속 정당 | 소속 정당 | 소속 기간 | 비고      |
| --------- | --------- | --------- | --------- |
|           | 국민의힘  | 2020~     | 당명 변경 |

## 역대 선거 결과
| 실시년도 | 선거      | 대수 | 직책   | 선거구                | 정당     | 득표수   | 득표율          | 순위 | 당락 | 비고           |
| -------- | --------- | ---- | ------ | --------------------- | -------- | -------- | --------------- | ---- | ---- | -------------- |
| 2022년   | 지방 선거 | 8대  | 구의원 | 부산 서구 (가 선거구) | 국민의힘 | 10,312표 | \| \| 41.64% \| | 1위  |      | 초선, 민선 8기 |
|          | 41.64%    |      |        |                       |          |          |                 |      |      |                |